# پنج دقیقه از بهشت
پنج دقیقه از بهشت (انگلیسی: Five Minutes of Heaven) فیلمی به کارگردانی الیور هیرشبیگل است که در سال ۲۰۰۹ منتشر شد. از بازیگران آن می‌توان به لیام نیسون و جیمز نسبیت اشاره کرد.